# Бедини, Иньяцио
Иньяцио Бедини (итал. Ignazio Bedini SDB, 27 июня 1939 года, Приньяно-сулла-Секкья, Италия) — католический прелат, архиепископ Исфахана с 2 декабря 1989 года, член монашеской конгрегации салезианцев. Единственный латинский иерарх в Иране.

## Биография
Родился 27 июня 1939 года в коммуне Приньяно-сулла-Секкья, Италия. После получения среднего образования поступил в монашескую конгрегацию салезианцев. Служил в Ливане, где занимался богословскими исследованиями и изучением ислама. Потом переехал в Тегеран. 21 декабря 1968 года был рукоположён в священника, после чего возвратился в Иран, где преподавал в колледже имени Иоанна Боско.
2 декабря 1989 года Римский папа Иоанн Павел II назначил Иньяцио Бедини архиепископом Исфахана. 6 января 1990 года в соборе святого Петра состоялось рукоположение Игнацио Бедини в епископа, которое совершил Римский папа Иоанн Павел II в сослужении с титулярным епископом Форума-Нового Джованни Баттистой Ре и титулярным архиепископом Кади Мирославом Марусиным.
С 2003 года по 2008 год был председателем Конференции католических епископов Ирана. В 2011 году был снова избран на эту должность.
20 января 2015 года подал в отставку.